# Michael Douglas
Michael Kirk Douglas (New Brunswick, 25 settembre 1944) è un attore e produttore cinematografico statunitense, vincitore di due Oscar, 4 Golden Globe, un Premio BAFTA e un Premio Emmy.
Figlio dell'attore Kirk Douglas, esordì nel 1969 con il film Hail, Hero!, ricevendo una candidatura al Golden Globe per il miglior attore debuttante. Dal 1972 al 1976 ottenne il successo con la serie TV Le strade di San Francisco. Nello stesso anno fu produttore del film cult Qualcuno volò sul nido del cuculo, vincendo l'Oscar al miglior film, il Golden Globe per il miglior film drammatico e il Premio BAFTA al miglior film.
Successivamente produsse e interpretò insieme a Jane Fonda e Jack Lemmon il film Sindrome cinese. Nel 1985 ricevette una candidatura ai Golden Globe per il film All'inseguimento della pietra verde, di Robert Zemeckis. Ricevette altre quattro candidature ai Golden Globe per i film La guerra dei Roses, Il presidente - Una storia d'amore, Wonder Boys e Wall Street - Il denaro non dorme mai. Nel 1987 interpretò Gordon Gekko nell'acclamato Wall Street di Oliver Stone, aggiudicandosi l'Oscar al miglior attore, il Golden Globe per il miglior attore in un film drammatico e il National Board of Review.
Divenuto noto per il ruolo di Gordon Gekko, ha in seguito recitato in vari successi come Attrazione fatale, La guerra dei Roses, Basic Instinct e Rivelazioni, nei quali ha ottenuto grandi consensi nei panni del "marito fedifrago, sessualmente debole e abbastanza tosto da poter far girare la testa alla prima donna di turno", consacrandosi come nuovo sex symbol degli anni novanta. Nel 2004 gli venne conferito il Golden Globe alla carriera, nel 2009 l'AFI Life Achievement Award e nel 2014 il Golden Globe e il Premio Emmy per il ruolo di Liberace nel film TV Dietro i candelabri di Steven Soderbergh.

## Biografia

### Gioventù e inizi

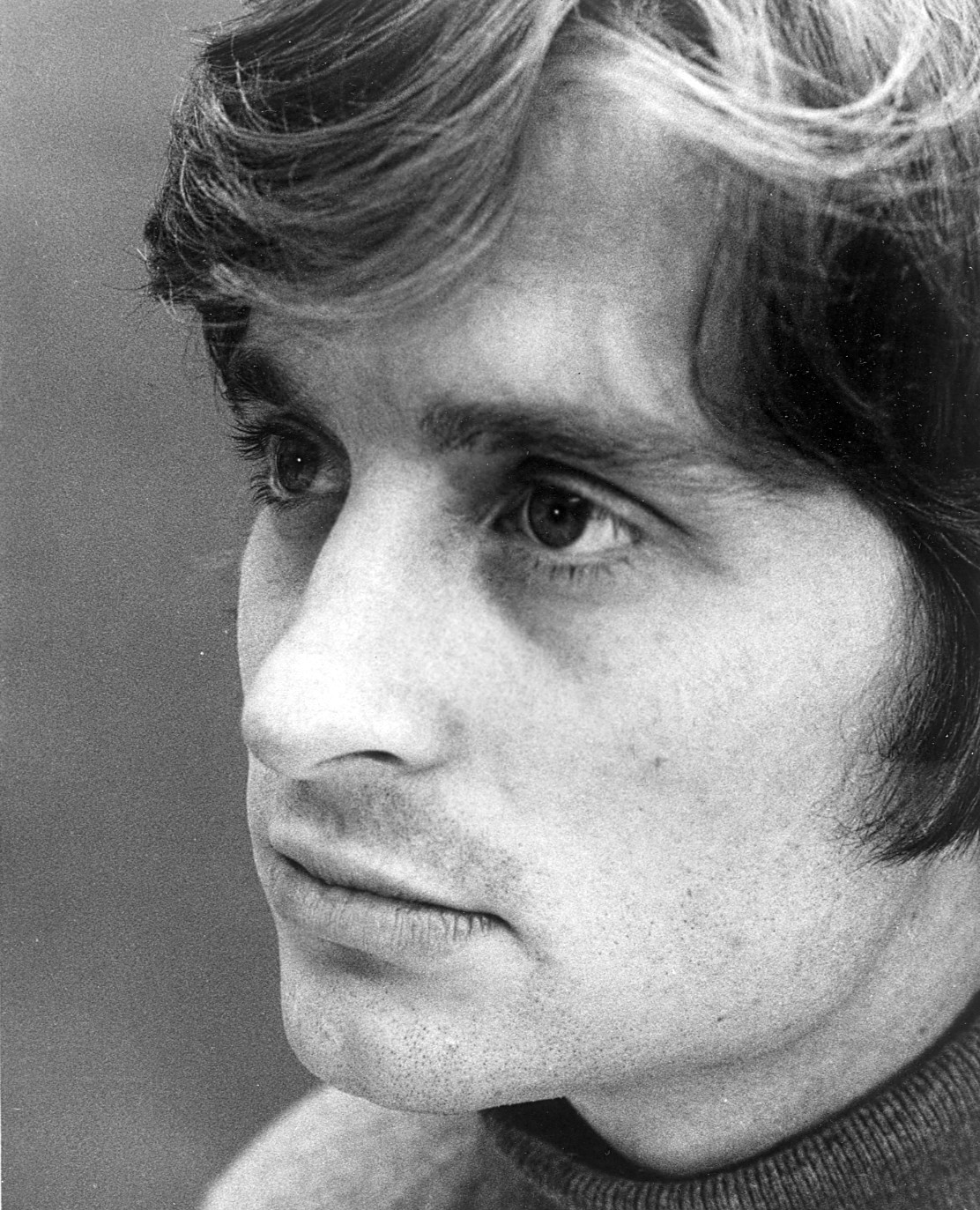
Michael Douglas nel film Hail, Hero! (1969)

Nato nel New Jersey, figlio del celebre attore statunitense Kirk Douglas (1916-2020) e dell'attrice britannica Diana Dill (1923-2015), ha la recitazione nel sangue. I suoi genitori divorziarono quando Michael aveva sette anni e così andò a vivere con sua madre e suo fratello Joel nel Connecticut, dovendo vedere suo padre solo durante le vacanze e al cinema.
Cominciò subito a interessarsi alla carriera di attore, decisione sulla quale ebbe i primi contrasti col padre, contrario alla scelta del figlio. Tuttavia Michael, convinto della sua decisione arrivò a pagarsi gli studi di recitazione a New York con l'insegnante Michael Howard. Laureatosi alla Università della California, Santa Barbara in Drammaturgia, si trasferì a New York per dedicarsi a tempo pieno alla recitazione. Suoi compagni di recitazione sono stati Danny DeVito, Jack Johnson e Ossie Beck. Il suo primo ruolo fu nel 1966 come comparsa nel film Combattenti della notte di Melville Shavelson, in cui il padre era protagonista. Nel 1969 esordì come protagonista nel drammatico Hail Hero! e, l'anno dopo, con Adam at Six A.M., mentre nel 1972 in Due ragazzi e un leone recitò con altre due future stelle del cinema, Johnny Whitaker e Jodie Foster.
Questi primi film, tuttavia, non ebbero il successo sperato, nonostante abbia ottenuta una nomination come miglior promessa maschile ai Golden Globe per il film Hail, Hero!. Cominciò inoltre a farsi conoscere anche sul piccolo schermo, facendo piccoli camei in serie di successo come CBS Playhouse, F.B.I. e Medical Center. Nel 1970 gli venne offerto il ruolo di Oliver nel film Love Story ma dopo la richiesta da parte dell'attore del 10% degli incassi, la casa produttrice del film rifiutò.

### Il successo

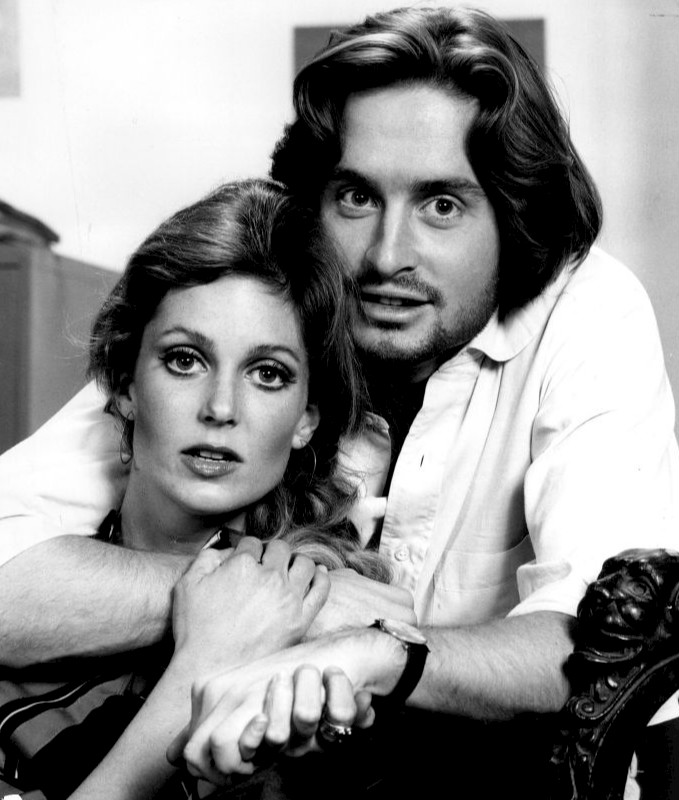
Tisha Sterling e Michael Douglas alla presentazione della serie TV CBS Playhouse (1969)

Il vero primo ruolo che lo fece conoscere al grande pubblico arrivò nel 1972 con la serie poliziesca Le strade di San Francisco, in cui era protagonista, assieme al caratterista Karl Malden. In questa serie, nei panni dell'ispettore di polizia Steve Keller che insieme all'anziano collega Stone (Malden) deve mantenere la giustizia nella città californiana e nel contempo fare i conti con il loro frequente coinvolgimento emotivo nelle indagini, riceve grandi consensi dalla critica e dal pubblico, potendo così liberarsi per la prima volta dall'ombra del padre. Riceve numerose nomination ai Golden Globe e ai Premi Emmy.
Ha lasciato la serie nel 1976 nel momento del massimo successo, lasciando così il posto a Richard Hatch, per riprendere a recitare in ambito cinematografico sfruttando la fama ottenuta sul piccolo schermo. Il suo primo ruolo dopo Le strade di San Francisco fu nel 1978 in Coma profondo, che si rivelò il suo primo successo commerciale al box-office. Anche il successivo Sindrome cinese, uscito l'anno dopo, del quale era anche produttore e protagonista, assieme a Jack Lemmon e Jane Fonda, fu un successo al botteghino e ottenne diverse nomination agli Oscar.
I due successivi Running - Il vincitore e Amarti a New York non ebbero il successo sperato, ottenendo consensi freddi dalla critica e risultati finanziari non esaltanti. Nel 1980 Douglas ebbe un serio incidente sugli sci e, nonostante fosse riuscito a guarire completamente e a non riportare ferite gravi, fu costretto ad abbandonare le scene per tre anni, a causa dell'impegno richiesto per la riabilitazione fisica. Tornò sugli schermi solo nel 1983 con il poliziesco Condannato a morte per mancanza di indizi di Peter Hyams.

### La carriera di produttore

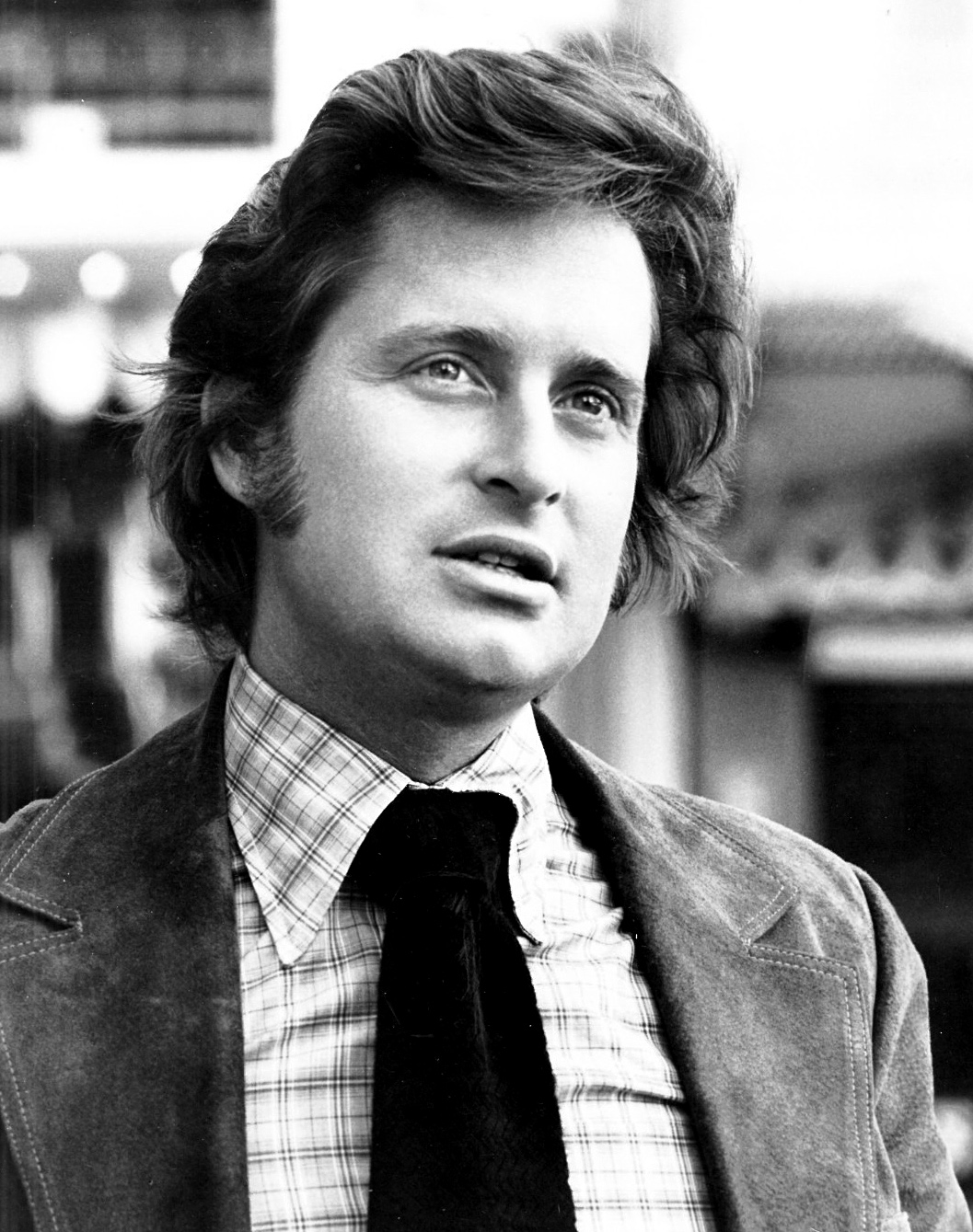
Michael Douglas in Le strade di San Francisco (1975)

A differenza del padre, Douglas ha avviato anche una florida carriera di produttore. Già agli inizi degli anni settanta cominciò a capire che il mondo del cinema, in particolare della Nuova Hollywood, stava cambiando e si interessò all'industria del cinema vista da dietro le quinte.
Dopo aver abbandonato Le strade di San Francisco, fondò la Big Strick Productions, con la quale nel 1975 sostituì, in veste di produttore, il padre Kirk nel film cult Qualcuno volò sul nido del cuculo di Miloš Forman, con Jack Nicholson, Louise Fletcher e Danny DeVito; la pellicola vinse il Premio Oscar e il Golden Globe per il miglior film.
In seguito al successo ottenuto, produsse Sindrome cinese e All'inseguimento della pietra verde, in cui è anche interprete principale, oltre a Starman (1984), Linea mortale (1990) con protagonista Kiefer Sutherland e Face/Off - Due facce di un assassino (1997). Si autoprodusse altre tre volte, nel 2001 in Un corpo da reato, nel 2006 in The Sentinel - Il traditore al tuo fianco e nel 2010 in Wall Street - Il denaro non dorme mai di Oliver Stone, anche se non con gli stessi risultati dei film precedenti.

### La consacrazione

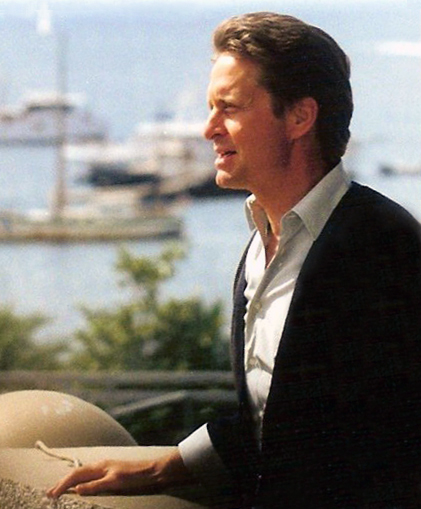
Michael Douglas al Festival di Cannes 1987

Il vero successo come attore giunse nel 1984 con All'inseguimento della pietra verde, insieme a Kathleen Turner e Danny DeVito. Inizialmente visto come un sottoprodotto della saga di Indiana Jones, il film riuscì a ottenere un grande successo, vincendo un Golden Globe come miglior commedia e sbaragliando al box office avversari temibili come Beverly Hills Cop - Un piedipiatti a Beverly Hills e Ghostbusters - Acchiappafantasmi. Il trio Douglas-Turner-DeVito tornò l'anno successivo nel sequel Il gioiello del Nilo, che ottenne un analogo risultato positivo al box-office.
Sempre nel 1985 recitò nel poco fortunato Chorus Line di Richard Attenborough, ma la critica non vide di buon occhio la sua interpretazione. Attese altri due anni prima di arrivare all'exploit interpretando il ruolo del marito fedifrago, sessualmente debole e stranamente angosciato con cui il pubblico e lo star system lo identificheranno da allora in poi. Il 1987 infatti è l'anno di Attrazione fatale, nel quale recitò al fianco di Glenn Close. Il film ottenne un grande risalto.
Sempre nello stesso anno ottenne la consacrazione internazionale col ruolo dell'avido e spregiudicato finanziere Gordon Gekko nel film di Oliver Stone Wall Street. La sua interpretazione diverrà un'icona della cinematografia contemporanea, rendendolo protagonista di una pagina della rivista Forbes. Con questo film Douglas si aggiudicò l'Oscar al miglior attore, il Golden Globe, il David di Donatello e il Nastro d'argento come miglior attore straniero.
Consacratosi sia come attore che come produttore, nel 1989 recitò per Ridley Scott in Black Rain - Pioggia sporca, e ritrovò Danny DeVito e Kathleen Turner nella commedia nera La guerra dei Roses, diretto dallo stesso DeVito, che riconfermò il successo delle loro collaborazioni precedenti. Per quest'ultimo ottenne una nomination ai Golden Globe.

### Anni novanta

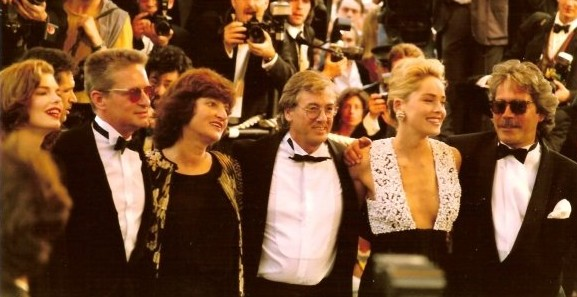
Michael Douglas e Sharon Stone con il cast di Basic Instinct al Festival di Cannes 1992

Nei primi anni novanta, a causa di problemi legati all'alcool, Douglas fu costretto ad allontanarsi nuovamente dalle scene per qualche anno. Tornò nelle sale nel 1992, recitando in Basic Instinct di Paul Verhoeven, assieme a Sharon Stone. Douglas interpreta il problematico detective Nick Curran, innamorato della sospettata di un omicidio che fa di tutto per confondergli le idee. Criticato da più parti per le numerose scene di sesso e nudo, il film incassò oltre 300 milioni di dollari, grazie anche all'impatto ottenuto e alle polemiche. Per tale ruolo ricevette anche una nomination ai Razzie Awards come peggior attore protagonista. Nello stesso anno recitò con Melanie Griffith nel poco convincente Vite sospese.
Nel 1993 fu protagonista del thriller Un giorno di ordinaria follia, che si aggiunge alla lista delle sue interpretazioni più riuscite. Nel 1994 interpretò, insieme a Demi Moore, il drammatico Rivelazioni, che riprende alcune tematiche del precedente Attrazione fatale, e che diventò un altro grande successo commerciale. Negli anni successivi Douglas recitò in diversi generi: interpretò il romantico Il presidente - Una storia d'amore, col quale ottenne un'altra nomination ai Golden Globe, il drammatico Spiriti nelle tenebre, i thriller Delitto perfetto e The Game - Nessuna regola. Pur ottenendo critiche favorevoli, questi film non ottennero lo stesso ottimo impatto dei ruoli precedenti. Ciò nonostante, nel 1998 gli venne assegnato il Premio Cèsar alla carriera.

### Gli anni duemila

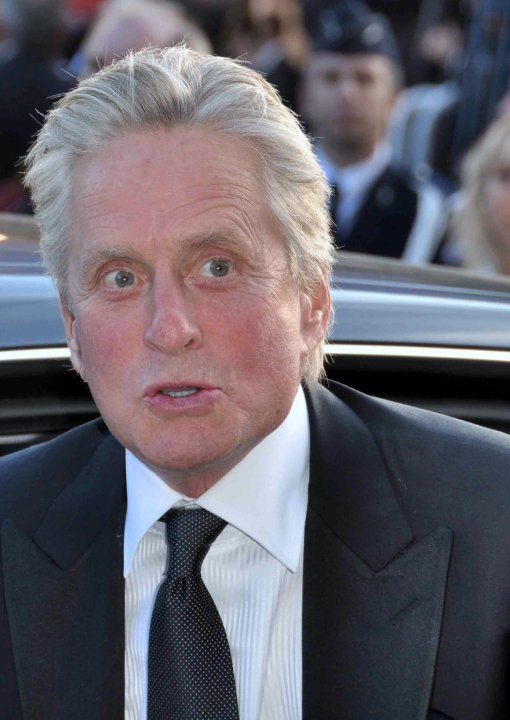
Michael Douglas al Festival di Cannes 2010

Nel 2000 Douglas recitò in due film, Wonder Boys e Traffic, entrambi apprezzati dalla critica. In particolare Traffic ottenne 4 premi Oscar, oltre a essere il primo film in cui Michael recita con la moglie Catherine Zeta-Jones; la pellicola gli fruttò anche un premio per il miglior cast. Con Wonder Boys invece ottenne una candidatura ai premi BAFTA e ai Golden Globe.
Dopo aver prodotto e interpretato Un corpo da reato, nel 2002 Douglas recitò in Don't Say a Word, che si rivelò un successo. Nel successivo Vizio di famiglia recita col padre Kirk Douglas e il figlio Cameron Douglas. Il film, di cui è produttore, è incentrato sulla storia di una famiglia newyorkese, e vede confrontarsi in un'unica pellicola gli stili di recitazione di tre diverse generazioni della famiglia Douglas. Tuttavia la pellicola non convinse pienamente la critica. 
Successivamente interpretò la commedia Matrimonio impossibile e, nel 2006, fu produttore e interprete del thriller The Sentinel - Il traditore al tuo fianco, che ottenne un risultato modesto al box office. Conquistò maggiori consensi positivi con le commedie Tu, io e Dupree, Alla scoperta di Charlie e La rivolta delle ex, in cui recitava in parti secondarie. Tornò da protagonista nel 2009 sul set di Un alibi perfetto, un insuccesso di pubblico, mentre con Susan Sarandon e Danny DeVito fu protagonista di Solitary Man, definito dal critico Roger Ebert una delle sue interpretazioni migliori,, ma gli incassi sono comunque deludenti. Nello stesso anno riceve il Life Achievement Award dall'American Film Institute.

### Gli anni duemiladieci
Nel 2010, insieme a Oliver Stone, dà il via al progetto di riportare in vita lo spregiudicato Gordon Gekko nel sequel di Wall Street, intitolato Wall Street - Il denaro non dorme mai, diretto dallo stesso Stone e con Douglas in veste di produttore. In questo nuovo capitolo Gekko esce dal carcere dopo otto anni e cerca di ricostruire i rapporti con i figli, tentando di celare quell'avidità così centrale nel primo film. Il film, oltre che da Douglas, è interpretato da Shia LaBeouf, Josh Brolin e Carey Mulligan; presentato in anteprima al Festival di Cannes, guadagnò oltre 130 milioni di dollari al botteghino, riconfermando il successo del primo capitolo, e valse a Douglas la sua decima nomination ai Golden Globe.
L'anno successivo collaborò nuovamente con Steven Soderbergh in Knockout - Resa dei conti, mentre nel 2013 recitò prima in Last Vegas e poi interpretò il famoso pianista Liberace nel film autobiografico per la TV Dietro i candelabri, diretto nuovamente da Soderbergh. La pellicola segue le vicende del pianista, inclusa la sua storia d'amore con Scott Thompson. Inizialmente prevista per il 2010, venne in seguito spostata a causa della malattia di Douglas causata da un tumore alla gola. Per quest'interpretazione ottenne un Premio Emmy, il secondo della sua carriera, e vinse il suo quarto Golden Globe.
Nel 2015 interpretò, nel film Ant-Man dei Marvel Studios, il personaggio di Henry "Hank" Pym, il primo Ant-Man. Nel 2014 Douglas prese parte al film Codice Unlocked, insieme a Orlando Bloom, John Malkovich e Noomi Rapace, uscito nel 2016. Sempre in veste di produttore fece parte del progetto We Have Always Lived in the Castle, tratto dall'omonimo libro di Shirley Jackson. Nel 2018 e nel 2019 riprese il ruolo di "Hank" Pym in Ant-Man and the Wasp, sequel di Ant-Man e in Avengers: Endgame. L'ultimo film prima del ritiro dalle scene fu il terzo capitolo della trilogia su Ant-Man, Ant-Man and the Wasp: Quantumania (2023).

## Vita privata

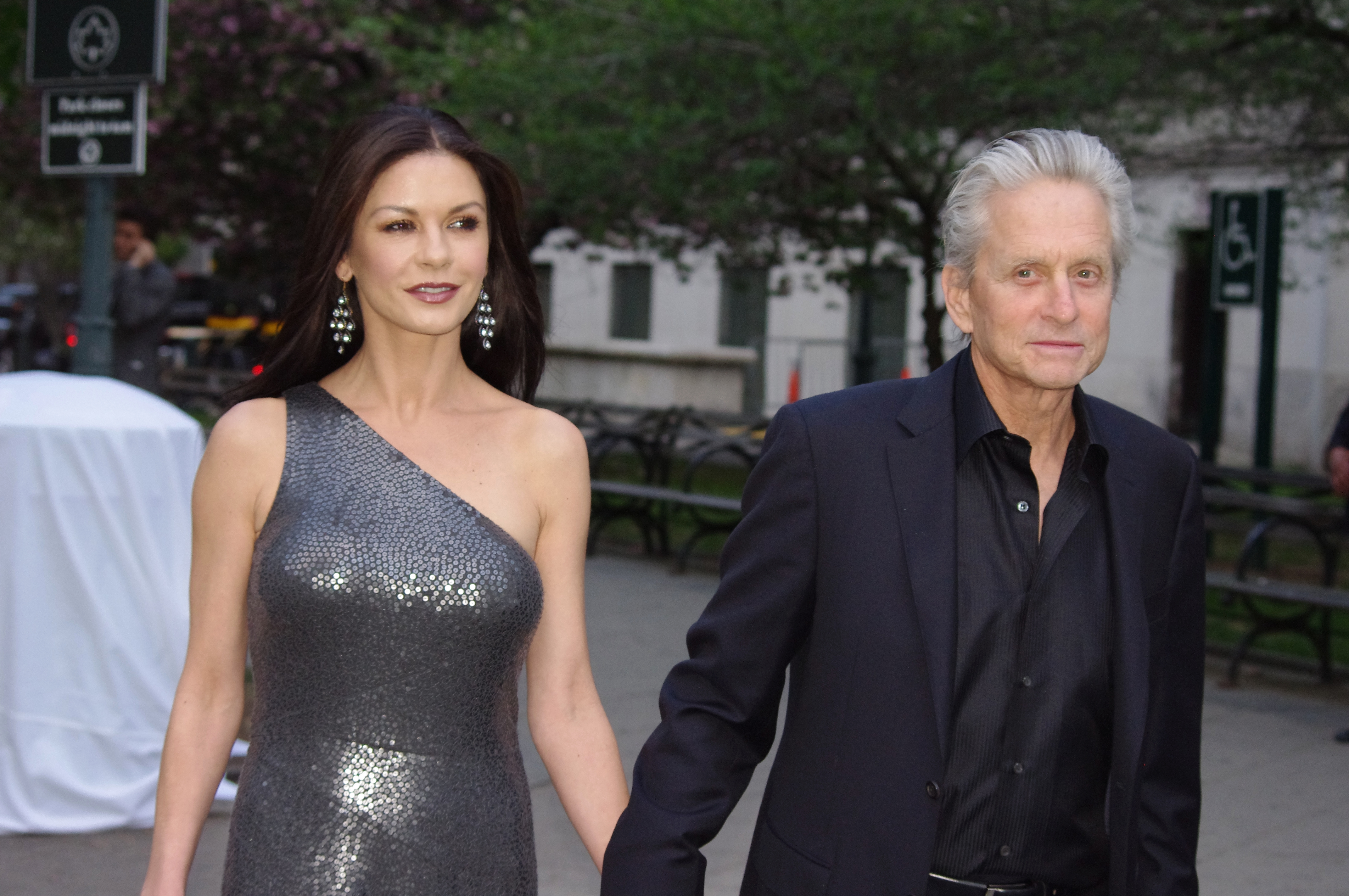
Michael Douglas e la moglie Catherine Zeta-Jones al Tribeca Film Festival 2012

Sostenitore del Partito Democratico statunitense, sul set del film Summertree, ha conosciuto l'attrice Brenda Vaccaro, con la quale è stato fidanzato negli anni settanta. Douglas sposò la produttrice Diandra Luker il 20 marzo 1977; la coppia ha avuto un figlio, Cameron, nato il 13 dicembre 1978. Nel 1995, Douglas e la Luker si separarono a causa dei tradimenti di lui e divorziarono nel 2000: Michael dovette pagare alla moglie circa 45 milioni di dollari. Il 18 novembre 2000 ha sposato l'attrice Catherine Zeta-Jones, con la quale ha avuto due figli: Dylan Michael (2000) e Carys Zeta (2003).

### Impegno umanitario

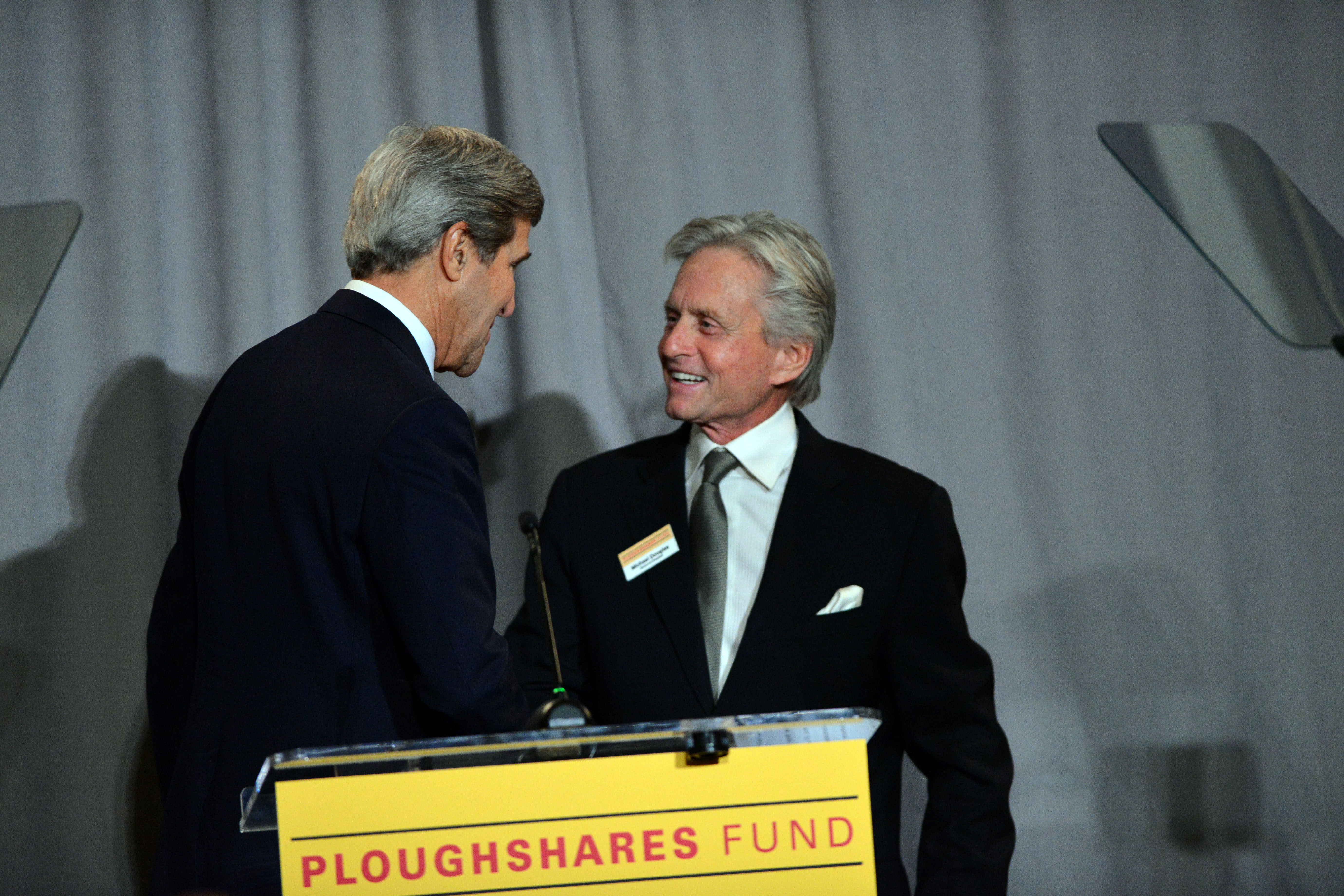
Il Segretario di Stato statunitense John Kerry stringe la mano a Michael Douglas al Gala Ploughshares Fund presso l'istituto statunitense della Pace a Washington, il 28 ottobre 2013

Michael Douglas si è fatto notare anche per i suoi interventi a scopo umanitario: nel 1998 infatti il Segretario generale delle Nazioni Unite Kofi Annan l'ha nominato "messaggero di pace", un grandissimo attestato per l'attore, che attraverso l'organizzazione no-profit Michael Douglas Foundation, si pone lo scopo di sensibilizzare l'opinione pubblica sul disarmo nucleare, la pace fra i popoli, la tutela dei diritti umani e la salvaguardia dell'ecosistema.
Nel 2009 aderì al progetto per la realizzazione del film Soldiers of Peace che coinvolse 14 paesi nel mondo nella realizzazione di una pace globale.
Il 14 gennaio 2015 la Genesis Prize Foundation ha annunciato che Michael Douglas è il secondo vincitore del Premio Genesis, un premio di 1 milione di dollari. Il premio è assegnato per celebrare "la ricchezza e diversità della cultura ebraica".

### Problemi di salute
Negli anni novanta ha sofferto di dipendenza dal sesso. Il 16 agosto 2010 ha comunicato di doversi sottoporre alle cure per un tumore alla gola. Il 1º settembre 2010, durante il David Letterman Show, annunciò di aver cominciato il ciclo di terapie contro il tumore che lo ha colpito alla gola. Il 10 gennaio 2011, durante un'intervista, disse: «Il tumore è andato via. Ora devo sottopormi a controlli mensili. Suppongo che non sia il caso di abbandonarsi all'euforia, ci metterò probabilmente un paio di mesi a venirne fuori». La terapia, durata oltre sei mesi, gli fece perdere 16 chili.
Nel 2015 gli fu diagnosticato il glaucoma.

## Filmografia

### Attore

#### Cinema

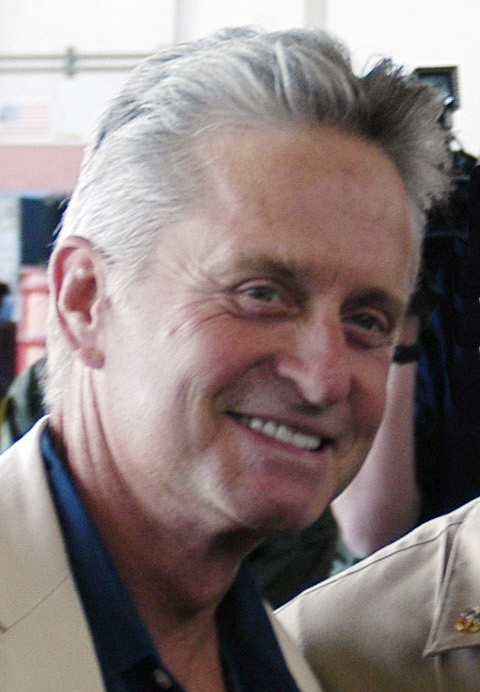
Michael Douglas al Taormina Film Festival 2004

- Combattenti della notte (Cast a Giant Shadow), regia di Melville Shavelson (1966) - non accreditato
- Hail, Hero!, regia di David Miller (1969)
- Adam at Six A.M., regia di Robert Scheerer (1970)
- Summertree, regia di Anthony Newley (1971)
- Due ragazzi e un leone (Napoleon and Samantha), regia di Bernard McEveety (1972)
- Coma profondo (Coma), regia di Michael Crichton (1978)
- Sindrome cinese (The China Syndrome), regia di James Bridges (1979)
- Running - Il vincitore (Running), regia di Steven Hilliard Stern (1979)
- Amarti a New York (It's My Turn), regia di Claudia Weill (1980)
- Condannato a morte per mancanza di indizi (The Star Chamber), regia di Peter Hyams (1983)
- All'inseguimento della pietra verde (Romancing the Stone), regia di Robert Zemeckis (1984)
- Il gioiello del Nilo (The Jewel of the Nile), regia di Lewis Teague (1985)
- Chorus Line (A Chorus Line), regia di Richard Attenborough (1985)
- Attrazione fatale (Fatal Attraction), regia di Adrian Lyne (1987)
- Wall Street, regia di Oliver Stone (1987)
- Black Rain - Pioggia sporca (Black Rain), regia di Ridley Scott (1989)
- La guerra dei Roses (The War of the Roses), regia di Danny DeVito (1989)
- Vite sospese (Shining Through), regia di David Seltzer (1992)
- Basic Instinct, regia di Paul Verhoeven (1992)
- Un giorno di ordinaria follia (Falling Down), regia di Joel Schumacher (1993)
- Rivelazioni (Disclosure), regia di Barry Levinson (1994)
- Il presidente - Una storia d'amore (The American President), regia di Rob Reiner (1995)
- Spiriti nelle tenebre (The Ghost and the Darkness), regia di Stephen Hopkins (1996)
- The Game - Nessuna regola (The Game), regia di David Fincher (1997)
- Delitto perfetto (A Perfect Murder), regia di Andrew Davis (1998)
- Wonder Boys, regia di Curtis Hanson (2000)
- Traffic, regia di Steven Soderbergh (2000)
- Un corpo da reato (One night at McCool's), regia di Harald Zwart (2001)
- Don't Say a Word, regia di Gary Fleder (2001)
- Vizio di famiglia (It Runs in the Family), regia di Fred Schepisi (2003)
- Matrimonio impossibile (The In-Laws), regia di Andrew Fleming (2003)
- The Sentinel - Il traditore al tuo fianco (The Sentinel), regia di Clark Johnson (2006)
- Tu, io e Dupree (You, Me and Dupree), regia di Anthony e Joe Russo (2006)
- Alla scoperta di Charlie (King of California), regia di Mike Cahill (2007)
- La rivolta delle ex (Ghosts of Girlfriends Past), regia di Mark Waters (2009)
- Un alibi perfetto (Beyond a Reasonable Doubt), regia di Peter Hyams (2009)
- Solitary Man, regia di Brian Koppelman e David Levien (2009)
- Wall Street - Il denaro non dorme mai (Wall Street: Money Never Sleeps), regia di Oliver Stone (2010)
- Knockout - Resa dei conti (Haywire), regia di Steven Soderbergh (2011)
- Last Vegas, regia di Jon Turteltaub (2013)
- Mai così vicini (And So It Goes), regia di Rob Reiner (2014)
- The Reach - Caccia all'uomo (Beyond The Reach), regia di Jean-Baptiste Léonetti (2014)
- Ant-Man, regia di Peyton Reed (2015)
- Codice Unlocked (Unlocked), regia di Michael Apted (2016)
- Ant-Man and the Wasp, regia di Peyton Reed (2018)
- Animal World, regia di Yan Han (2018)
- Avengers: Endgame, regia di Anthony e Joe Russo (2019) - cameo
- Ant-Man and the Wasp: Quantumania, regia di Peyton Reed (2023)

#### Televisione
- CBS Playhouse – serie TV, 1 episodio (1969)
- F.B.I. (The F.B.I.) – serie TV, 1 episodio (1971)
- Medical Center – serie TV, episodio, 3x08 (1971)
- When Michael Calls, regia di Philip Leacock – film TV (1972)
- Le strade di San Francisco (The Streets of San Francisco) – serie TV, 98 episodi (1972-1976)
- Will & Grace – serie TV, episodio 4X23 (2002)
- Direct Order – documentario (2003)
- Dietro i candelabri (Behind the Candelabra), regia di Steven Soderbergh – film TV (2013)
- Il metodo Kominsky (The Kominsky Method) – serie TV, 22 episodi (2018-2021)
- Benjamin Franklin (Franklin) – miniserie TV (2024)

#### Documentari
- Un giorno a settembre (One Day in September), regia di Kevin Macdonald (1999)
- Supermensch: The Legend of Shep Gordon, regia di Mike Myers (2013)

### Doppiatore
- Liberty's Kids: Est. 1776 – serie animata, 2 episodi (2002)
- Phineas e Ferb (Phineas and Ferb) – serie animata, 1 episodio (2011)
- Prosciutto e uova verdi (Green Eggs and Ham) – serie animata (2019-2022)
- What If...? – serie animata, 2 episodi (2021-2023)

### Produttore
- Qualcuno volò sul nido del cuculo (One Flew Over the Cuckoo's Nest), regia di Miloš Forman (1975)
- Sindrome cinese (The China Syndrome), regia di James Bridges (1979)
- All'inseguimento della pietra verde (Romancing the Stone), regia di Robert Zemeckis (1984)
- Starman, regia di John Carpenter (1984) - produttore esecutivo
- Il gioiello del Nilo (The Jewel of the Nile), regia di Lewis Teague (1985)
- Linea mortale (Flatliners), regia di Joel Schumacher (1990)
- Spiriti nelle tenebre (The Ghost and the Darkness), regia di Stephen Hopkins (1996) - produttore esecutivo
- Face/Off - Due facce di un assassino (Face/Off), regia di John Woo (1997) - produttore esecutivo
- L'uomo della pioggia (The Rainmaker), regia di Francis Ford Coppola (1997)
- Un corpo da reato (One night at McCool's), regia di Harald Zwart (2001)
- The Sentinel - Il traditore al tuo fianco (The Sentinel), regia di Clark Johnson (2006)
- Wall Street - Il denaro non dorme mai (Wall Street: Money Never Sleeps), regia di Oliver Stone (2010)
- Flatliners - Linea mortale (Flatliners), regia di Niels Arden Oplev (2017)
- Mistero al castello Blackwood (We Have Always Lived in the Castle), regia di Stacie Passon (2018)
- Ratched – serie TV (2020)

## Teatro
- Bedfort Forrest, di Joel Oliansky. Eugene O'Neill Theater Center di Waterford (1966)
- The Whistling Wizard and the Sultan of Tuffet, libretto di Alan Ster, colonna sonora di Bil Bair, regia di Gordon Hunt. Bill Bair Theatre dell'Off-Broadway (1969)
- Pinkville, Pinkville, di George Tabori, regia di Martin Fried. Theater at St. Clement's Church dell'Off-Broadway (1971)

## Riconoscimenti

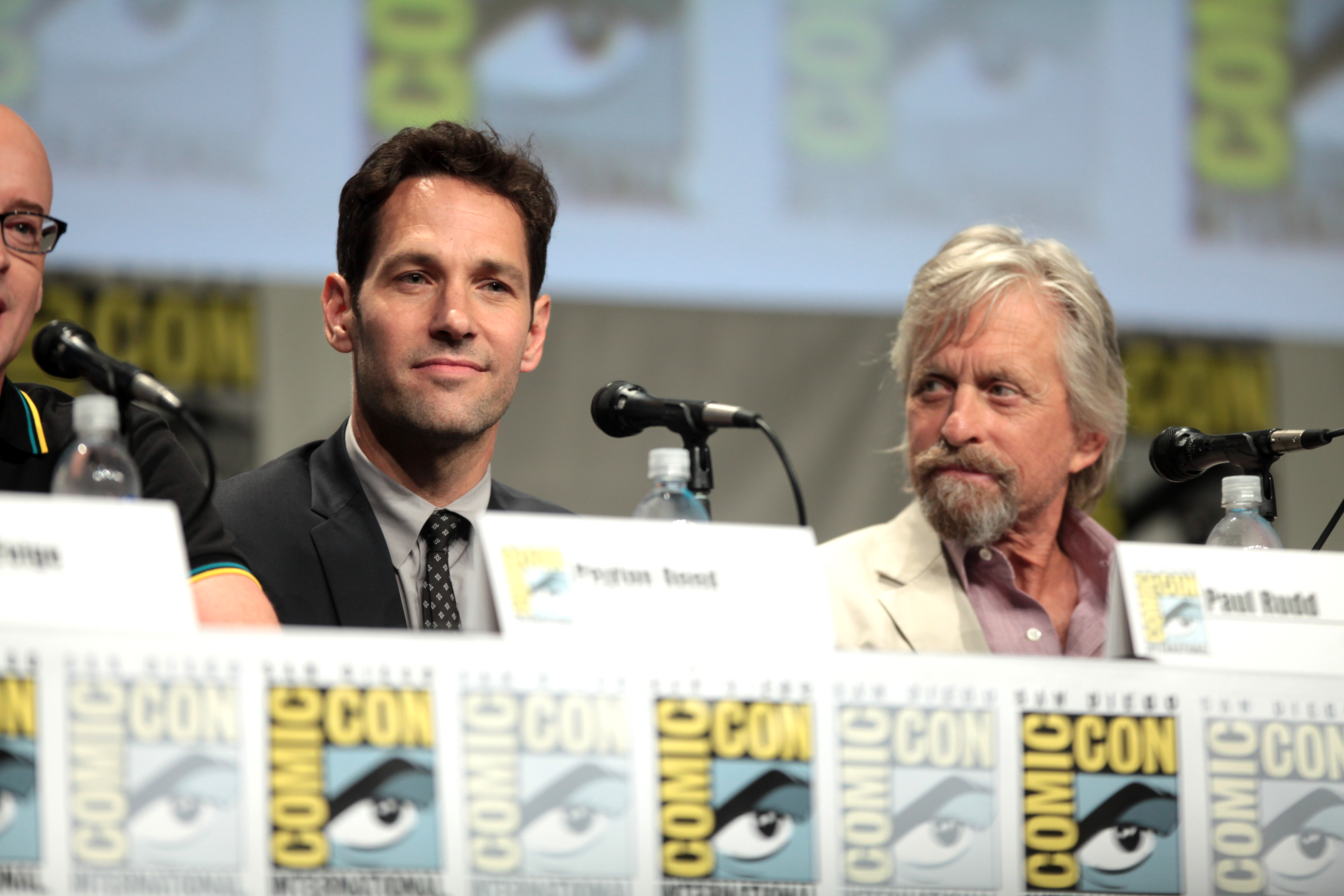
Michael Douglas insieme al cast di Ant-Man alla conferenza stampa al San Diego Comic-Con International 2014

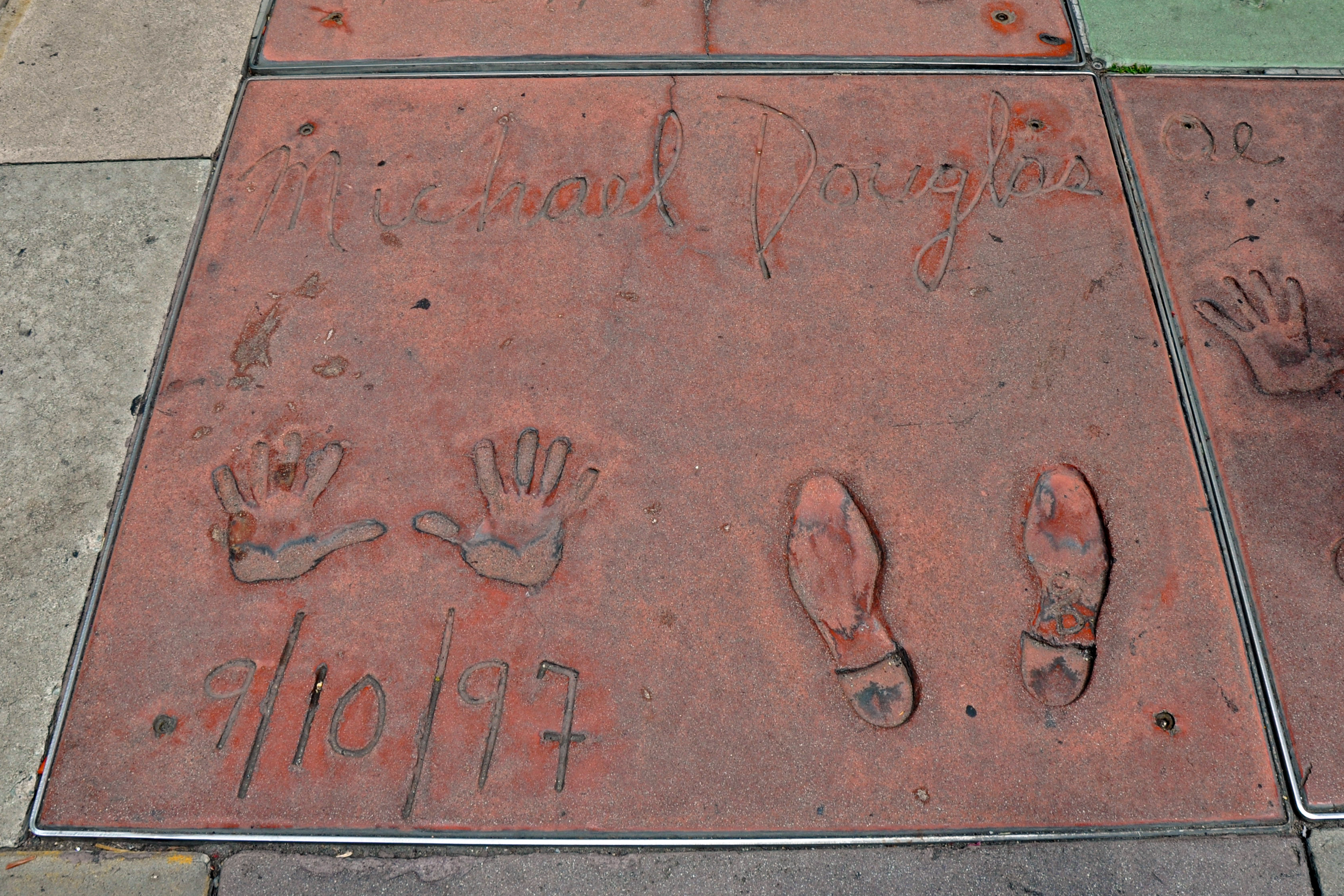
Impronte di Michael Douglas al Grauman's Chinese Theatre in Hollywood

Per il suo contributo all'industria del cinema, Michael Douglas ha una stella sulla Hollywood Walk of Fame al 6263 di Hollywood Boulevard.
- Premio Oscar
  - 1976 – Miglior film per Qualcuno volò sul nido del cuculo di Miloš Forman
  - 1988 – Miglior attore protagonista per Wall Street di Oliver Stone

- Golden Globe
  - 1969 – Candidatura come miglior attore debuttante per Hail, Hero!
  - 1975 – Candidatura come miglior attore in una serie drammatica per Le strade di San Francisco
  - 1980 – Candidatura come miglior film drammatico per Sindrome cinese
  - 1985 – Candidatura come miglior film commedia o musicale per All'inseguimento della pietra verde
  - 1988 – Miglior attore in un film drammatico per Wall Street
  - 1990 – Candidatura come miglior attore in un film commedia o musicale per La guerra dei Roses
  - 1996 – Candidatura come miglior attore in un film commedia o musicale per Il presidente – Una storia d'amore
  - 2001 – Candidatura come miglior attore in un film drammatico per Wonder Boys
  - 2004 – Golden Globe alla carriera
  - 2011 – Candidatura come miglior attore non protagonista per Wall Street – Il denaro non dorme mai
  - 2014 – Miglior attore in una mini-serie o film per la televisione per Dietro i candelabri
  - 2019 – Miglior attore in una serie commedia o musicale per Il metodo Kominsky

- David di Donatello
  - 1988 – Miglior attore straniero per Wall Street
  - 1988 – Candidatura come miglior attore straniero per Attrazione fatale

### Altri premi
- 1976 – BAFTA al miglior film per Qualcuno volò sul nido del cuculo
- 1987 – National Board of Review Award al miglior attore per Wall Street
- 1988 – Kansas City Film Critics Circle Award per il miglior attore per Wall Street
- 1990 – Golden Camera come miglior attore internazionale per Attrazione fatale e Wall Street
- 1996 – Modern Master Award al Santa Barbara International Film Festival per il film Rivelazioni
- 2000 – Screen Actors Guild Award per il miglior cast cinematografico per Traffic
- 2000 – SEFCA come miglior attore protagonista per Wonder Boys
- 2000 – Satellite Award per il miglior attore in un film commedia o musicale per Wonder Boys
- 2000 – LAFCA Award come miglior attore protagonista per Wonder Boys
- 2009 – American Film Institute: Life Achievement Award
- 2010 – Film Society of Lincoln Center: Gala Tribute
- 2013 – Emmy Award come miglior attore protagonista in miniserie o film TV: Dietro i candelabri

## Doppiatori italiani
Nelle versioni in italiano delle opere in cui ha recitato, Michael Douglas è stato doppiato da:
- Oreste Rizzini in All'inseguimento della pietra verde, Il gioiello del Nilo, Chorus Line, La guerra dei Roses, Vite sospese, Basic Instinct (entrambi i doppiaggi), Spiriti nelle tenebre, The Game - Nessuna regola, Traffic, Un corpo da reato, Don't Say a Word, Will & Grace, Vizio di famiglia, Matrimonio impossibile, The Sentinel - Il traditore al tuo fianco, Tu, io e Dupree
- Rodolfo Bianchi in La rivolta delle ex, Mai così vicini, The Reach - Caccia all'uomo, Ant-Man, Codice Unlocked, Ant-Man and the Wasp, Avengers: Endgame, Ant-Man and the Wasp: Quantumania
- Pino Colizzi in Sindrome cinese, Attrazione fatale, Black Rain - Pioggia sporca, Un giorno di ordinaria follia, Rivelazioni, Delitto perfetto, Wonder Boys
- Gianni Giuliano in Coma profondo, Running - Il vincitore, Il metodo Kominsky
- Dario Penne in Amarti a New York, Alla scoperta di Charlie, Last Vegas
- Giancarlo Giannini in Wall Street, Il presidente - Una storia d'amore, Wall Street - Il denaro non dorme mai
- Massimo Giuliani in Le strade di San Francisco (st. 1 e 4; ep. 3x02)
- Massimo Rossi in Le strade di San Francisco (st. 2-3; 5)
- Teo Bellia in Due ragazzi e un leone
- Claudio Capone in Condannato a morte per mancanza di indizi
- Adalberto Maria Merli in Un alibi perfetto
- Mario Cordova in Solitary Man
- Gino La Monica in Knockout - Resa dei conti
- Francesco Vairano in Dietro i candelabri

Da doppiatore è sostituito da:
- Rodolfo Bianchi in Phineas e Ferb, What If...?
- Oreste Rizzini in Liberty Kids Est. 1776
- Gianni Giuliano in Prosciutto e uova verdi